# Dolmen de la Pierre couverte (Vaas)
Pour les articles homonymes, voir Pierre couverte.
Le dolmen de la Pierre couverte est un dolmen situé à Vaas, en France.

## Localisation
Le dolmen est situé à environ 3 kilomètres au nord de la commune de Vaas, dans le Bois des Bouleaux, sur les hauteurs du hameau du Tertre, à une altitude d'environ 110 mètres.

## Historique
L'édifice est inscrit au titre des monuments historiques depuis le 12 février 1984.